# Poggio Moiano
Poggio Moiano är en ort och kommun i provinsen Rieti i regionen Lazio i Italien. Kommunen hade 2 666 invånare (2018).